# Велика награда Португалије 1994.
Велика награда Португалије 1994. године је била трка у светском шампионату Формуле 1 1994. године која се одржала на аутомобилској стази „Есторил“ у португалском месту Есторил, 25. септембар 1994. године.
Победник је био Дејмон Хил, другопласирани Дејвид Култард, док је трку као трећепласирани завршио Мика Хакинен.